# Jules Elby
Jules Elby est un homme politique français né le 25 novembre 1857 à Gonnelieu (Nord) et décédé le 12 juillet 1933 à Lamalou-les-Bains (Hérault).

## Biographie
Entré à 18 ans comme simple employé aux approvisionnement de la compagnie des mines de Bruay, il en gravit tous les échelons et termine sa carrière comme directeur général en 1899 puis comme président du conseil d'administration en 1924, après avoir épousé la fille du directeur Alfred Leroy, sénateur du Pas-de-Calais.
Maire de Bruay-en-Artois en 1899, conseiller général du canton de Houdain en 1901, il est sénateur du Pas-de-Calais de 1923 à 1933, inscrit au groupe de l'Union républicaine. Il est le père d'Henri Elby, sénateur du Pas-de-Calais.

## Distinctions
- Grand officier de la Légion d'honneur (25 novembre 1919)[1]

## Sources
1. ↑  « Recherche - Base de données Léonore », sur www.leonore.archives-nationales.culture.gouv.fr (consulté le 15 février 2025)

- « Jules Elby », dans le Dictionnaire des parlementaires français (1889-1940), sous la direction de Jean Jolly, PUF, 1960 [détail de l’édition]